# 法式鹹派

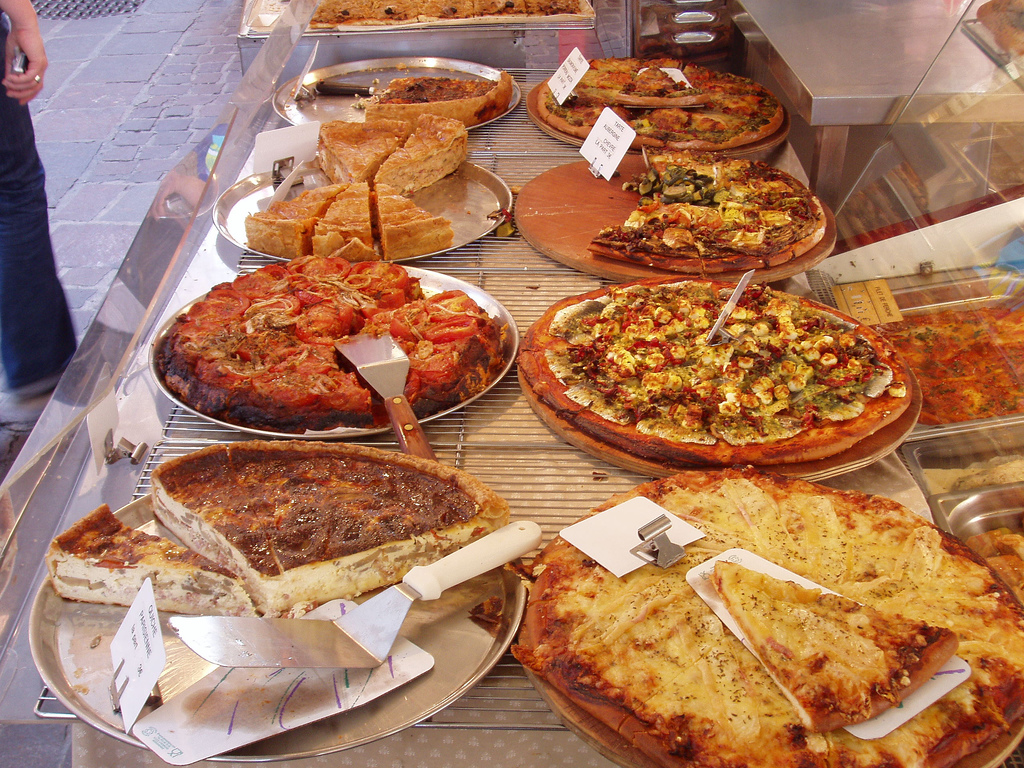
各種口味的法式鹹派

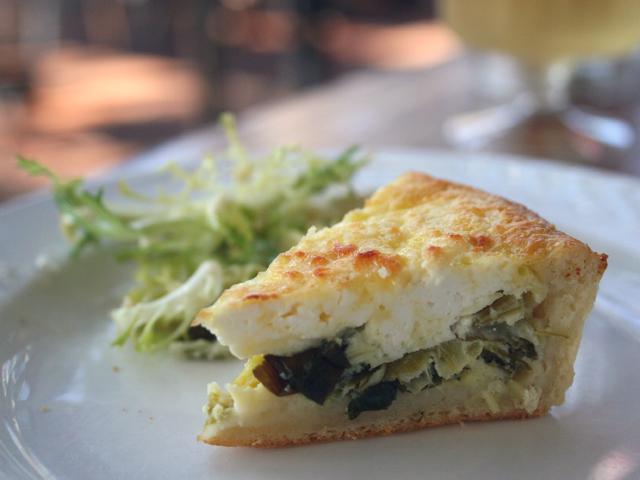
法式鹹派切塊

法式鹹派（法語：quiche）又稱洛林鄉村鹹派、洛林鹹派或簡譯作蛋批，是以雞蛋揉合牛奶或鮮奶油製成的糕點，為法國傳統爐烤佳餚。它的派皮通常先經盲烤，再加入其他食材。熟煮的碎肉、蔬菜或起司等食材，則在送入烤爐前混入蛋液中，一同加熱。法式鹹派沒有上層派皮，被歸類為開放式餡餅，但它可以以番茄切片或派邊餡料裝飾、豐富菜色。依當地風俗或個人習慣不同，法式鹹派在早餐、午餐或晚餐皆有人食用。

## 歷史
雖然法式鹹派現為法國飲食文化中的經典佳餚，它的外文名「quiche」其實是源自德語的「Kuchen」，意為糕點。自古以來，洛林北部第三區的居民便常使用洛林法蘭克地區的德語方言，「Kuchen」因此在當地漸漸演變為「küche」。如同典型的阿勒曼尼語化形變，它隨後捨去「ü」（/y/），並將擦音「ch」（/ç/）轉變為「sh」（/ʃ/），形成「kische」，最後以標準法文拼寫為「quiche」，沿用至今。